# Unidad de Gestión de la Presidencia de Paraguay
La Unidad de Gestión de la Presidencia de la República es encargada de impulsar el cumplimiento de las políticas públicas y los programas prioritarios del Gobierno de Paraguay, fue creada mediante el Decreto N.o 80 del 21 de agosto de 2018, es dependiente de la Presidencia de la República

## Objetivos
La Unidad de Gestión, según el decreto N.º 80/2018, tiene como objetivo garantizar el cumplimiento y la optimización de las políticas públicas y programas prioritarios del Gobierno. Para ello, se encarga de coordinar y fortalecer su implementación entre las distintas instituciones del Estado, promover la rendición de cuentas y la comunicación abierta con la ciudadanía, además de ejecutar las directrices del presidente de Paraguay en estas áreas.

## Lista de ministros
| Fotografía | Titular              | Período              | Período              | Partido | Partido | Ref.  |
| Fotografía | Titular              | Inicio               | Fin                  | Partido | Partido | Ref.  |
| ---------- | -------------------- | -------------------- | -------------------- | ------- | ------- | ----- |
|            | Hugo Cáceres         | 21 de agosto de 2018 | 8 de marzo de 2021   |         | ANR     | [ 3 ] |
|            | Carmen Marín         | 8 de marzo de 2021   | 6 de octubre de 2022 |         | ANR     | [ 4 ] |
|            | Raquel Román Benítez | 26 de enero de 2023  | 15 de agosto de 2023 |         |         | [ 5 ] |